# Великий Макгинти
«Великий Макгинти» (англ. The Great McGinty) — американская кинокомедия в жанре политической сатиры, вышедшая на экраны в 1940 году. Режиссёрский дебют Престона Стёрджеса, который продал свой сценарий студии Paramount Pictures лишь за 10$ с условием, что сам поставит картину. В 1941 году Стёрджес получил премию «Оскар» за лучший оригинальный сценарий.

## Сюжет
В заштатном баре где-то в одной из банановых республик пьяный американский клиент совершает попытку застрелиться. Его останавливает бармен, который, узнав, что несостоявшийся самоубийца — беглый проворовавшийся кассир банка, лишь усмехается и заявляет, что он был ни много ни мало губернатором штата. Макгинти — именно так зовут бармена — начинает свой рассказ о том, как при помощи криминального босса он прошёл путь от обыкновенного бродяги до высот политической власти, но потерял всё, когда решил использовать эту власть на благо избравшего его народа.

## В ролях
- Брайан Донлеви — Дэн Макгинти
- Мюриэль Энджелус — Кэтрин Макгинти
- Аким Тамирофф — Босс
- Эллин Джослин — Джордж
- Уильям Демарест — Скитерс
- Луис Джин Хейдт — Томми Томпсон
- Гарри Розенталь — Луи
- Артур Хойт — мэр Уилфред Тиллингаст
- Либби Тейлор — Бесси
- Тёрстон Холл — мистер Максвелл
- Штеффи Дуна — танцовщица
- Эстер Говард — мадам Джульетта ла Хойя
- Фрэнк Моран — шофёр Босса
- Дьюи Робинсон — Бенни Фельгман